# Norrländska präriens gudinna
Norrländska präriens gudinna är en svensk pop-låt som först framfördes av artisten Olle Ljungström på albumet Tack 1995. Den släpptes även som singel året därpå. Låten är komponerad av Ljungström och Heinz Liljedahl. Den brukar räknas som en av Ljungströms mer kända sånger.
Maja Ivarsson framförde låten i programmet Så mycket bättre på TV4 2012.

## Låtlista
Låtarna är komponerade av Olle Ljungström och Heinz Liljedahl.
1. "Norrländska präriens gudinna" (4:02)
2. "Bara på lek" (3:25)